# 25
Évszázadok: i. e. 1. század – 1. század – 2. század
Évtizedek: i. e. 20-as évek – i. e. 10-es évek – i. e. 1-es évek – 1-es évek – 10-es évek – 20-as évek – 30-as évek – 40-es évek – 50-es évek – 60-as évek – 70-es évek
Évek: 20 – 21 – 22 – 23 –  24 – 25 – 26 – 27 – 28 – 29 – 30

## Események

### Római Birodalom
- Cossus Cornelius Lentulust (helyettese szeptembertől Caius Petronius) és Marcus Asinius Agrippát választják consulnak.
- Lucius Aelius Seianus kéri Tiberius császárt, hogy feleségül vehesse Livillát (Tiberius fiának, Drususnak az özvegyét), de nem kap rá engedélyt.
- Aulus Cremutius Cordus történetírót felségsértésért elítélik (azt írta, hogy Caesar gyilkosai, Brutus és Cassius voltak az utolsó rómaiak), Seianus (akit állítólag megsértett) pedig kényszeríti, hogy öngyilkosságot kövessen el.

### Kína
- Egyre nő az elégedetlenség a két évvel korábban felkeléssel trónra jutott Keng Si császárral szemben. Egy összeesküvő csoport elrabolja Zsu-ce Jinget, az utolsó legitim Han-császárt (akit a trónbitorló Vang Mang i. sz. 9-ben félreállított). A császár sereget küld ellenük, amely szétveri az összeesküvőket és közben megölik Zsu-ce Jinget is.
- Trónkövetelők lépnek fel a császár ellen, mint Liu Hsziu (a Keng Si által kivégeztetett Liu Jan öccse) vagy a vörös szemöldökűek parasztfelkelésének 15 éves bábcsászára, Liu Pen-ce.
- A vörös szemöldökűek megrohamozzák és elfoglalják Csangant, a fővárost. Keng Si elmenekül, de hívei elhagyják és kénytelen kiegyezni a felkelőkkel, akik lemondásáért cserébe hercegi címet ígérnek neki. Amikor a vörös szemöldökűek népszerűsége fosztogatásaik miatt megcsappan, megfojtják Keng Sit, nehogy egy elégedetlenségi mozgalom élére állhasson. Liu Hsziu eközben Kuang Vu néven császárrá kiáltja ki magát és Luojangot nevezi ki fővárosának.

## Születések
- Caius Iulius Civilis, a batavusok felkelésének vezetője

## Halálozások
- Aulus Cremutius Cordus, római történetíró
- Zsu-ce Jing, kínai császár
- Keng Si, kínai császár

## Fordítás
- Ez a szócikk részben vagy egészben  a(z)   25 című francia Wikipédia-szócikk ezen változatának fordításán alapul.  Az eredeti cikk szerkesztőit annak laptörténete sorolja fel. Ez a jelzés csupán a megfogalmazás eredetét és a szerzői jogokat jelzi, nem szolgál a cikkben szereplő információk forrásmegjelöléseként.